# Dimitri Radnic
Dimitri Radnic, né le 28 décembre 1999 à Autun, est un joueur français de basket-ball évoluant au poste d'arrière.

## Biographie
Formé à la JDA Dijon, Dimitri Radnic commence sa carrière professionnelle en Pro B à l'ALM Évreux Basket. Avec le club normand, il remporte la Leaders Cup de Pro B en 2022.
Après deux ans dans l'Eure, il poursuit son parcours à Denain toujours en Pro B avant de se relancer à l'étage inférieur en NM1 du côté de Boulogne-sur-Mer.
Il retrouve la Pro B et l'ALM Évreux à l'orée de la saison 2024-2025 en paraphant un contrat de deux ans. Le club normand se sauve de justesse de la relégation et Dimitri Radnic, auteur d'une saison aboutie individuellement avec 11,2 points de moyenne, 2,4 rebonds et 3,4 passes, active sa clause de sortie pour s'engager dès la saison suivante avec le Champagne Basket. Il retrouve alors son ancien entraîneur en espoirs à Dijon, Vincent Dumestre.

## Vie privée
Dimitri Radnic est le neveu de Zvonko Radnic, joueur de pétanque d'origine monténégrine, plusieurs fois médaillés aux championnats du monde de pétanque en triplette.

## Clubs successifs
- 2020-2022 :  ALM Évreux Basket (Pro B)
- 2022-2023 :  AS Denain Voltaire (Pro B)
- 2023-2024 :  SOM Boulogne-sur-Mer (NM1)
- 2024-2025 :  ALM Évreux Basket (Pro B)
- Depuis 2025 :  Champagne Basket (Pro B)

## Palmarès
- Leaders Cup de Pro B 2022